# Voghenza

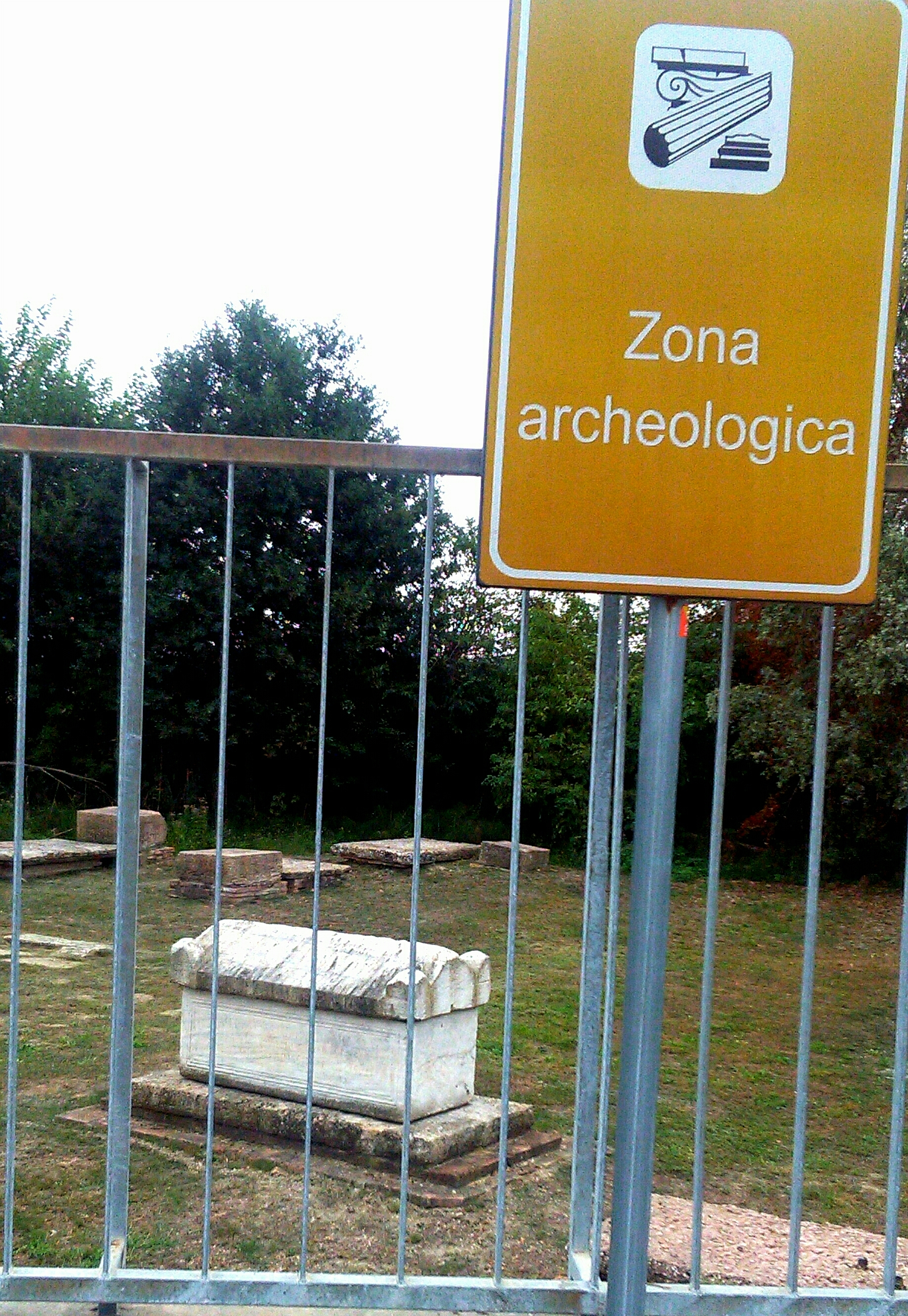
Voghenza, archeologische site uit de Romeinse tijd

Voghenza (Latijn: Vicohabentia) is een wijk in de Italiaanse gemeente Voghiera, in de provincie Ferrara.  
Het was een Romeinse stad, gelegen tussen de rivieren Po en Po di Volano. De stad had goede verbindingen met de Via Aemilia, de grote weg tussen Rimini en Piacenza. De bloeiperiode was in de 1e-3e eeuw, ten tijde van het Romeinse Keizerrijk. De Romeinse begraafplaats is tot op heden bewaard. Het is een archeologische site.
Het christendom vond er zijn intrede vanaf de 4e eeuw; Voghenza werd de zetel van een bisdom, in het Latijn: diocesis Vicohabentinus. Omwille van onveilige toestanden in het exarchaat Ravenna, verhuisde de bisschopszetel naar het Byzantijns fort van Ferrara, het Castello dei Curtensi. Daar was het bisschoppelijk paleis beter verdedigd. De laatste bisschop die effectief in Voghenza woonde, was Maurelio of Maurilio van Voghenza, gestorven in 644. 
Tot in de 10e eeuw noemden de bisschoppen van Ferrara zich bisschop van Voghenza. Nadien noemden ze zich bisschop van Ferrara, naar hun residentiestad.
Sinds 1966 is het bisdom Voghenza een titulair bisdom.